# Xinaik Medeiros
Xinaik Silva de Medeiros (* 17. März 1974 in Manaus) ist ein brasilianischer Kommunalpolitiker.

## Werdegang
Medeiros ist Produzent landwirtschaftlicher Erzeugnisse und Mitglied des Partido Trabalhista Brasileiro (PTB). Bei den Kommunalwahlen 2012 wurde er zum Präfekten der Stadt Iranduba im Bundesstaat Amazonas gewählt. Seine Amtszeit dauerte vom 1. Januar 2013 bis 31. Dezember 2016.
Medeiros wurde am 11. November 2015 zusammen mit zehn weiteren Personen unter dem Vorwurf der Untreue festgenommen. Bei 127 Fällen von Unregelmäßigkeiten sollen etwa 56 Millionen Real (damals ca. 12,5 Millionen Euro) veruntreut worden sein. Am 8. Juni 2017 wurde er zur Rückzahlung von 19 Millionen Real verurteilt.